# USS Prometheus (AR-3)
Pour les autres navires du même nom, voir USS Prometheus et USS Ontario.
L'USS Prometheus (AR-3) est un navire de réparation en service dans l'United States Navy durant la Première et la Seconde Guerre mondiale. Lancé comme charbonnier en 1908 sous le nom d'Ontario, il est retiré du service en 1913 et converti en navire de réparation. Renommé Prometheus, il reprend le service l'année suivante et participe aux deux conflits mondiaux, réparant de nombreux navires de guerre ; il est finalement retiré du service en 1946.